# 長瀬ハワイ
長瀬 ハワイ （ながせはわい）は、日本のAV監督。アダルトビデオメーカーDANDYの社長ダンディよしの（ガンジャよしの）を除く唯一の社員監督。

## 経歴
- バネ工場経営者の次男として生まれる。
- 服飾の専門学校を卒業後、デザイナーを目指して上京し、様々な職を経てナチュラルハイに就職する。
- 「長瀬鉄工」の名前でデビュー後、DANDY設立に伴い、DANDYに移籍する。
- 2007年、AV OPENのチャレンジステージに『潮吹き巨乳海女〜女子校生のウブ貝〜』で出場するものの7位に終わる。
- その後、メガチ○ポシリーズ[1]、看護師モノのシリーズでヒットを飛ばす。

## 人物
- 愛知県出身。
- ナチュラルハイでの監督名の「長瀬鉄工」は、実家の工場の名前から取ったもの。
- ナチュラルハイの『ADの妹やっちゃったビデオ』の中で実家が出てくる。その作品の中で妹がAVデビューを果たしている。
- こだわりゆえに、AVの撮影としては撮影時間の長い監督として有名。こだわりゆえに撮影の注文も厳しく、渋谷の街を撮影中に、ビルが邪魔なので壊せないかとスタッフに相談したことがある。また、出演者が流血するというシーンで血にリアリティーが無いという理由で、現場のスタッフに今すぐに血を大量に流すか、病院で輸血用血液を貰ってくるかの2択を迫った。また月産2本が「ヒイヒイ」だと述べている[2]。

## 執筆

### コラム
- DANDY長瀬ハワイのセクハラAV問答（2011年11月15日[3]‐2013年9月29日[4]、サイゾー）

## 作品

### 「ナガセ鉄工」名義の作品
- 『マグロリータ 失禁アクメ』(2007年5月17日、出演:星野優奈)
- 『痴漢専用中出しモデル2号 星野あかり』(2007年6月21日)
- 『親子崩壊』(2007年8月16日)
- 『痴漢専用中出しモデル3号 佐藤江梨花』(2007年10月18日)
- 『親子崩壊2』(2007年11月22日)
- 『部活痴漢』(2008年6月19日)
- 『眠姦』(2008年9月18日)
- 『素人痴漢生体験』(2008年11月20日)
- 『思春期丸出しの男子高生の前に突然欲情した綺麗なお姉さんが現われたら…』(2009年7月23日、シリーズ:思春期丸出し)